# پیدراس نگراس، کواویلا
پیدراس نگراس (به اسپانیایی: Piedras Negras) یک منطقهٔ مسکونی در مکزیک است که در Piedras Negras Municipality واقع شده‌است. پیدراس نگراس ۹۱۴٫۲ کیلومتر مربع مساحت و ۱۶۳٬۵۹۵ نفر جمعیت دارد و ۲۲۳ متر بالاتر از سطح دریا واقع شده‌است.